# ビューネンドラマ
ビューネンドラマ（ドイツ語：Bühnendrama）は、上演に適した戯曲のこと。レーゼドラマの対義語。ビューネン（Bühne）は「舞台の」という意味。少なくとも日本語においては、レーゼドラマとの比較の文脈以外ではこの語は用いられることは無い。同義語に、シュピールドラマ（Spieldrama）というのもある。シュピールは、英語のプレイ（play）、アクト（act）に似た意味合いで、「上演用」のという意味である。
単なる上演用の台本をこれらの語で呼ぶことはない。あくまでも文学の一ジャンルとしての戯曲について使われる言葉である。

## ビューネンドラマの実例
レーゼドラマ以外のすべての戯曲がビューネンドラマである。
- ハムレット
- 十二夜
- 人形の家
- 町人貴族